# 維克多·腓特烈 (安哈特-貝恩堡)
維克多·腓特烈（德語：Viktor Friedrich，1700年9月20日—1765年5月18日），安哈特-貝恩堡親王，1721年至1765年在位。

## 家庭
1733年，維克多·腓特烈與布蘭登堡-施韋特的阿爾貝蒂娜結婚，兩人共有1子3女：
1. 腓特烈·阿爾布雷希特（1735年—1796年）
2. 夏洛特·威廉明妮（1737年—1777年）
3. 弗蕾德里克·奧古斯塔·索菲（1744年—1827年）
4. 克里斯蒂娜·伊莉莎白·阿爾貝蒂娜（1746年—1823年）